# Campionati di pugilato dilettanti femminili dell'Unione europea 2007
I Campionati di pugilato dilettanti dell'Unione europea femminili 2007 si sono tenuti a Lilla, Francia, dal 4 all'8 dicembre 2007. È stata la 2ª edizione della competizione annuale organizzata dall'EABA.

## Risultati
Questi i risultati della competizione:
| Categoria                  | Oro                       | Argento                    | Bronzo                                              |
| -------------------------- | ------------------------- | -------------------------- | --------------------------------------------------- |
| Pesi paglia (kg 46)        | Steluta Duta Romania      | Carmela Chiacchio Italia   | Sara Hamraoui Francia Kornela Majewska Polonia      |
| Pesi mosca leggeri (kg 48) | Sarah Ourahmoune Francia  | Lidia Ion Romania          | Derya Aktop Turchia Silvia La Notte Italia          |
| Pesi mosca (kg 50)         | Stoyka Petrova Bulgaria   | Diana Timofte Romania      | Evelyn Grubich Germania Mari Hyvonen Finlandia      |
| Pesi supermosca (kg 52)    | Saliha Ouchen Francia     | Ayse Tas Turchia           | Shipra Nilsson Svezia Andrea Gheju Romania          |
| Pesi gallo (kg 54)         | Giacoma Cordio Italia     | Lorna Weaver Francia       | Joany Looijer Belgio Pinar Yilmaz Germania          |
| Pesi piuma (kg 57)         | Nagehan Gul Turchia       | Karolina Graczyk Polonia   | Svetlana Kamenova Bulgaria Goda Dailydaite Lituania |
| Pesi leggeri (kg 60)       | Gulsum Tatar Turchia      | Evelyn Coolens Belgio      | Kinga Siwa Polonia Anastasia Cousins Inghilterra    |
| Pesi superleggeri (kg 63)  | Farida el-Hadrati Francia | Amanda Coulson Inghilterra | Ewa Brodnicka Polonia Ann Verheyen Belgio           |
| Pesi welter (kg 66)        | Ronja Holgersson Svezia   | Natasha Jonas Inghilterra  | Csilla Csejtei Ungheria Amelie Blary Francia        |
| Pesi superwelter (kg 70)   | Luminita Turcin Romania   | Sylwia Kimla Polonia       | Patrizia Pilo Italia Naouel Alioua Francia          |
| Pesi medi (kg 75)          | Anna Laurell Svezia       | Anita Ducza Ungheria       | Gabriela Mitran Romania Alexandra De Hutten Francia |
| Pesi mediomassimi (kg 80)  | Selma Yagci Turchia       | Karolina Bagnowska Polonia | Catalina Stanga Romania                             |
| Pesi massimi (kg 86)       | Maria Kovacs Ungheria     | Adriana Hosu Romania       | Semsi Yarali Turchia                                |

## Medagliere
| Posizione | Paese       | Oro | Argento | Bronzo | Totale |
| --------- | ----------- | --- | ------- | ------ | ------ |
| 1         | Francia     | 3   | 1       | 4      | 8      |
| 2         | Turchia     | 3   | 1       | 2      | 6      |
| 3         | Romania     | 2   | 3       | 3      | 8      |
| 4         | Svezia      | 2   | 0       | 1      | 3      |
| 5         | Italia      | 1   | 1       | 2      | 4      |
| 6         | Ungheria    | 1   | 1       | 1      | 3      |
| 7         | Bulgaria    | 1   | 0       | 1      | 2      |
| 8         | Polonia     | 0   | 3       | 3      | 6      |
| 9         | Inghilterra | 0   | 2       | 1      | 3      |
| 10        | Belgio      | 0   | 1       | 2      | 3      |
| 11        | Germania    | 0   | 0       | 2      | 2      |
| 12        | Finlandia   | 0   | 0       | 1      | 1      |
| 12        | Lituania    | 0   | 0       | 1      | 1      |
|           | Totale      | 13  | 13      | 24     | 50     |